# 토마스 C. 윙게이트
토마스 C. 윙게이트(Thomas C. Wingate, 1866년 10월 10일 ~ 1939년 11월 9일)은 미국의 정치인으로 제36대 루이지애나주 부지사이다.

## 경력
- 1904 ~ 1908 제43대 루이지애나 상원의원
- 1924 ~ 1939 제48·49·50·51대 루이지애나 상원의원
- 1935.01 ~ 1935.02 제53대 루이지애나 상원의장
- 1935.01 ~ 1935.02 제36대 루이지애나 부지사